# Avraham Hirschson
Avraham Hirschson (hebraisk: אברהם הירשזון, født 11. februar 1941, død 7. marts 2022) var en israelsk politiker. Han var medlem af Knesset for Likud og Kadima fra 1981 til 1984 og igen fra 1992 til 2009. Han havde posten som minister for kommunikation, finansminister og minister for turisme. Han trådte tilbage efter beskyldninger om korruption, han blev senere dømt for at have stjålet omkring 2 millioner sekel fra National Workers Labor Federation, mens han var formand for federationen.